# Ey Sham
«Ey Sham» (en hebreo: אי שם‎, "En algún lugar") es el título de la canción que representó a Israel y que obtuvo el 4° puesto en el Festival de la Canción de Eurovisión 1973 celebrado en Luxemburgo. Fue interpretada en hebreo por Ilanit (nombre artístico de Hanna Drezner-Tzakh). La canción israelí fue la 17.ª y última a ser interpretada en la noche del evento, tras la canción francesa "Sans toi", interpretada por Martine Clémenceau. Fue el estreno de Israel en el Festival de la Canción de Eurovisión y fue también la primera vez que participó un país de fuera del continente europeo. Esta aparente anomalía se explica por el hecho de que el concurso está abierto a todos los miembros de la Unión Europea de Radiodifusión una organización que se extiende más allá de Europa. Países de Medio Oriente (Líbano, Israel, Jordania), Asia (Azerbaiyán, Armenia) y del norte de África (Marruecos, Argelia, Egipto). La participación de Israel llevó a tomar medidas de seguridad, por causa de las amenazas terroristas contra aquel país. El año anterior (1972) había ocurrido el asesinato de deportistas israelíes en la masacre de Múnich en los Juegos Olímpicos de Múnich 1972.

## Autores
- Letra: Ehud Manor
- Música y orquesta: Nurit Hirsh

## Letra
La canción, compuesta y orquestada por Nurit Hirsh y con letra de Ehud Manor (que escribiría la letra de otras seis canciones para el citado festival), es una balada sobre la súbita comprensión de lo que ella debería hacer con su amado. Sugiere que ellos "van ahora", con la esperanza de que "en algún lugar ellos irían a encontrar su jardín del amor". A través de la interpretación de la canción, hay esperanza de que puedan ser ellos mismos sin la presión de otros. 

## Versiones en otros idiomas
Ilanit grabó la canción, aparte del hebreo, en los siguientes idiomas:
- Inglés: "All make believe".
- Alemán: "Weit, so weit der Regenbogen reicht".
- Italiano: "Lei".